# Bratsk
Bratsk (rusko Братск, IPA: [bratsk]) je mesto v Irkutski oblasti v Rusiji, ki leži na reki Angari blizu velikanskega Bratskega rezervoarja.
Ime izhaja iz ruske besede za »brata«, »брат«.

## Zgodovina
Prvi Evropejci so na to območje prispeli leta 1626 z namenom pobiranja davkov od lokalnega burjatskega prebivalstva. Stalna naselbina se je začela z izgradnjo utrdbe na sotočju rek Oke in Angare leta 1631. Več lesenih stolpov iz utrdbe iz 17. stoletja je zdaj razstavljeno na posesti Kolomenskoje v Moskvi.
Hiter razvoj mesta se je začel leta 1952 z napovedjo gradnje jeza in hidroelektrarne v Bratsku na reki Angari. Naselje je prejelo status mesta leta 1955. Mesto Bratsk je bilo oblikovano z več ločenih vasi, industrijskih in stanovanjskih območij po načrtu iz let 1958–61.
Med letoma 1954 in 1966 je bila zgrajena 4500 MW bratska hidroelektrarna, kar je pripeljalo v mesto številne delavce. Druga industrija v mestu vključuje talilnico aluminija in mlin za papir.